# پاتریتسیا وبلی
پاتریتسیا وبلی (ایتالیایی: Patrizia Webley؛ زادهٔ ۱ دسامبر ۱۹۵۰) بازیگر اهل ایتالیا است. وی بین سال‌های ۱۹۷۵ تا ۱۹۸۱ میلادی فعالیت می‌کرد.
از فیلم‌های او می‌توان به گرگ و بره، پی‌درپی… دنیا با سکس زیباست، بهترین خدمتکار مقیم خانه، شب‌های داغ کالیگولا، همسر شیطان، سالن کیتی، پلی متل، مجلس‌گردان خون‌آشام است، سنبله، ثور، جدی، کلاس مختلط و مالابیمبا – بدکاره بدخواه اشاره کرد.